# Mimosa (planta)
Mimosa es un extenso género de especies herbáceas, arbustos, subarbustos, árboles y trepadoras leñosas de la familia Fabaceae. Comprende unas 700 especies aceptadas, de las más de 1300 descritas. Son nativas de las regiones tropicales y subtropicales de los dos hemisferios.

## Descripción
La mayoría de las especies posee hojas bipinnadas y ramas con cerdas o aguijones. Inflorescencias formadas por pequeñas flores rosas, blancas o lilas, globosas, bisexuales; normalmente axilares o  en racimos. Los frutos son legumbres planas.
Los miembros de este género se encuentran entre las pocas plantas capaces de producir movimientos rápidos, como Codariocalyx motorius y Dionaea (conocida como "atrapamoscas").
Mimosa se distingue de los géneros Acacia y Albizia, con los que está emparentado, por el número de estambres de sus flores, que son 10 o menos.

## Distribución
La mayor parte de las especies (90%) se distribuyen desde el sur de Estados Unidos hasta  Argentina. Las restantes  se reparten por Asia, África y Madagascar.

## Taxonomía
El género Mimosa tiene una tortuosa historia, con períodos de subdivisiones y reagrupamientos, y por último la acumulación más de 3.000 nombres, muchos de los cuales se sinonimizan bajo otras especies o son transferidos a otros géneros. En parte debido a esos cambios de circunscripciones, el nombre "Mimosa" se ha aplicado a varias especies vinculadas, con hojas similares pinnadas o bipinnadas, pero clasificadas en otros géneros, como Albizia y Acacia.
Mimosa fue descrito por Carlos Linneo y publicado en Species Plantarum, vol. 1, p. 516–523, 1753, ampliando su diagnosis en Genera Plantarum, nº597, p. 233, 1754. La especie tipo es: Mimosa sensitiva L.

## Algunas especies

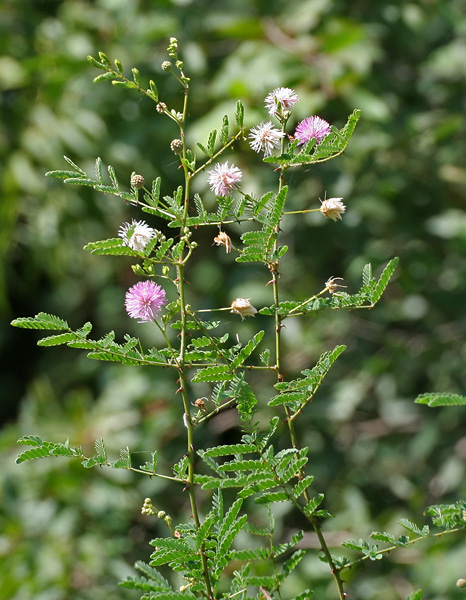
Mimosa hamanta

Están aceptadas unas 700 especies, de las más de 1300 descritas, incluyendo:
- Mimosa acantholoba (Willd.) Poir.
- Mimosa aculeaticarpa Ortega
- Mimosa affinis B.L.Rob.
- Mimosa albida Willd.
- Mimosa andina Benth.
- Mimosa arenosa (Willd.) Poir.
- Mimosa borealis Gray
- Mimosa bahamensis Benth.
- Mimosa bimucronata (DC.) Kuntze
- Mimosa camporum
- Mimosa canahuensis Standl. & Steyerm.
- Mimosa casta L.
- Mimosa ceratonia L.
- Mimosa claussenii
- Mimosa diplotricha C.Wright ex Sauvalle
- Mimosa disperma
- Mimosa dormiens Willd. - dormidera americana[7]
- Mimosa dysocarpa Benth.
- Mimosa emoryana Benth.
- Mimosa grahamii Gray
- Mimosa hostilis
- Mimosa hystricina (Small ex Britt. et Rose) B.L.Turner
- Mimosa lanuginosa
- Mimosa latidens (Small) B.L. Turner
- Mimosa laxiflora Benth.
- Mimosa malacophylla Gray
- Mimosa microphylla Dry.
- Mimosa nuttallii (DC.) B.L. Turner
- Mimosa pellita Kunth ex Willd.
- Mimosa pigra L.
- Mimosa polycarpa
- Mimosa pudica L. - La Mimosa sensitiva
- Mimosa quadrivalvis L.
- Mimosa quitensis Beth.
- Mimosa roemeriana Scheele
- Mimosa rubicaulis Lam.:
- Mimosa rufescens Benth.
- Mimosa rupertiana B.L. Turner
- Mimosa scabrella Benth.
- Mimosa schomburgkii Benth.
- Mimosa somnians
- Mimosa strigillosa Torr. et Gray
- Mimosa tenuiflora (Willd.) Poir. (= Mimosa hostilis)
- Mimosa texana (Gray) Small
- Mimosa turneri Barneby
- Mimosa verrucosa Benth.
- Mimosa virgula

## Usos
Se utilizan como ornamentales de exterior e interior debido a su atractivo follaje.
Algunas especies, como Mimosa pudica, se utiliza por sus propiedades terapéuticas como antioxidante, antidiabética, antiinflamatoria...por su contenido en alcaloides, flavonoides, taninos y glicósidos.

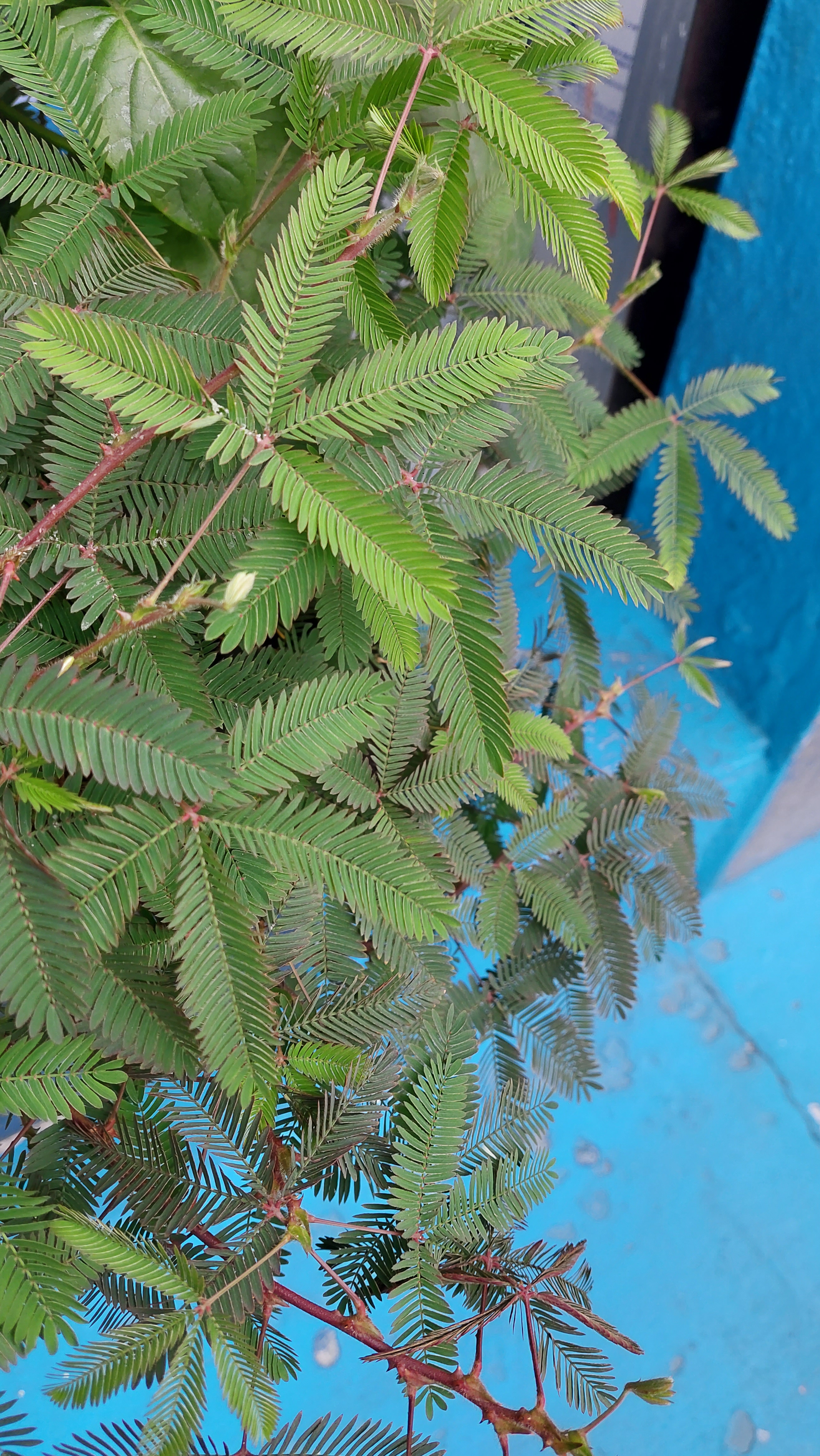
Mimosa Pudica, Xochimilco 2023